# Charles A. Bartlett
Charles Alfred Bartlett, britanski pomorščak, mornar, kapitan in častnik mornarice Royal Naval Reserve * 21. avgust 1868 London, Združeno Kraljestvo † 15. februar 1945 Waterloo, Združeno Kraljestvo.
Charles Bartlett je bil mornar, ki je z družbo White Star Line dosegel poveljniški status, bil je pa tudi kapitan ladje HMHS Britannic.

## Življenje
Bartlett se je rodil 21. avgusta 1868 v Londonu. Po končanem šolanju je šest let služboval v britansko - indijski parni navigacijski družbi, preden se je leta 1894 pridružil prestižni britanski družbi White Star Line. Leta 1893 je bil imenovan za častnika v kraljevi mornarici. 
Bartlett je zagotovo najbolj znan, kot kapitan bolniške ladje HMHS Britannic, ki je na ladji poveljeval od decembra 1915 do novembra 1916, ko je ladja v Egejskem morju zadela nemško morsko mino in potonila v 55 minutah. Med potopom je Bartlett hotel ladjo rešiti tako, da bi jo odpeljal do otoka Kea, vendar je bil zaradi hitrega potapljanja ladje prisiljen ustaviti in zapustiti ladjo. 
Kapitana Bartletta je posadka zelo dobro poznala pod vzdevkom "Iceberg Charlie", zaradi domnevne sposobnosti zaznavanja ledenih gor več milj stran od ladij. Upokojil se je leta 1931 in umrl 15. februarja 1945 zaradi odpovedi ledvic v Waterloou blizu Liverpoola, star 76 let. 

## Upodobitve
Kapitana Bartletta je upodobil in igral John Rhys-Davies v filmu Britannic, posnet leta 2000. Vendar se v filmu njegov priimek imenuje "Barrett", kar je pa režiserja najverjetneje zmotil priimek glavnega preživelega gasilca z ladje Titanic, "Fredericka Barretta".